# Csahármahál és Bahtijári tartomány

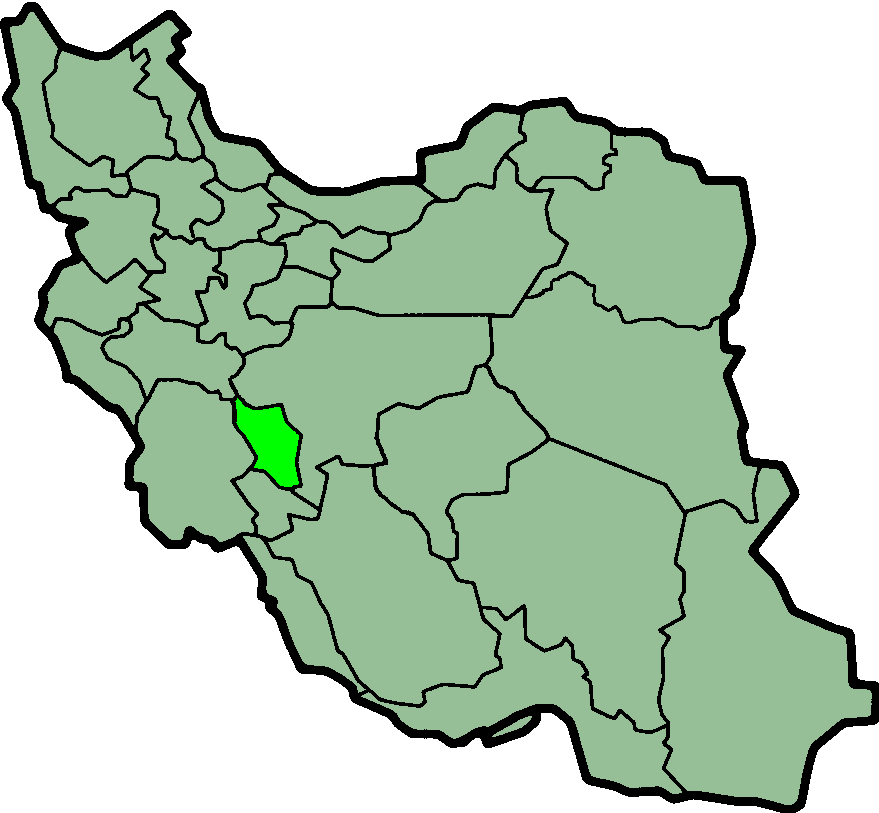
Csahármahál és Bahtijári tartomány elhelyezkedése Iránban

Csahármahál és Bahtijári tartomány (perzsául استان چهارمحال و بختیاری [Ostân-e Čahârmaḥâl o Baḫtiyâri]) Irán 31 tartományának egyike az ország középső részén. Északon és keleten Iszfahán tartomány, délen Kohgiluje és Bujer Ahmad, nyugaton pedig Huzesztán határolja. Székhelye Sahrekord városa. Területe 16 332 km², lakossága 843 784 fő.

## Népesség
| Lakosok száma | 857 910 | 895 263 | 947 763 |
|               | 2006    | 2011    | 2016    |

## Közigazgatási beosztása
2021 novemberi állás szerint Csahármahál és Bahtijári tartomány 9 megyére (sahrasztán) oszlik. Ezek: Ardal, Ben, Borudzsen, Fárszán, Kijár, Kuhrang, Lordegán, Sahrekord, Számán.

## Fordítás
- Ez a szócikk részben vagy egészben  a(z)   استان‌های ایران című perzsa Wikipédia-szócikk ezen változatának fordításán alapul.  Az eredeti cikk szerkesztőit annak laptörténete sorolja fel. Ez a jelzés csupán a megfogalmazás eredetét és a szerzői jogokat jelzi, nem szolgál a cikkben szereplő információk forrásmegjelöléseként.